# 罪と音楽
『罪と音楽』（つみとおんがく）は、2009年に刊行された音楽プロデューサー・小室哲哉の著書である。

## 概要
小室は2008年11月に詐欺容疑で逮捕され、収監された拘置所の担当検事より書籍の出版を勧められた。また逮捕されるより以前の約2年間、小室なりの音楽論を考察していたことから、自らの体験を交えて執筆したと語っている。
2009年9月23日、出版を記念したサイン会が東京・銀座の福家書店にて行われた。